# Zha cai

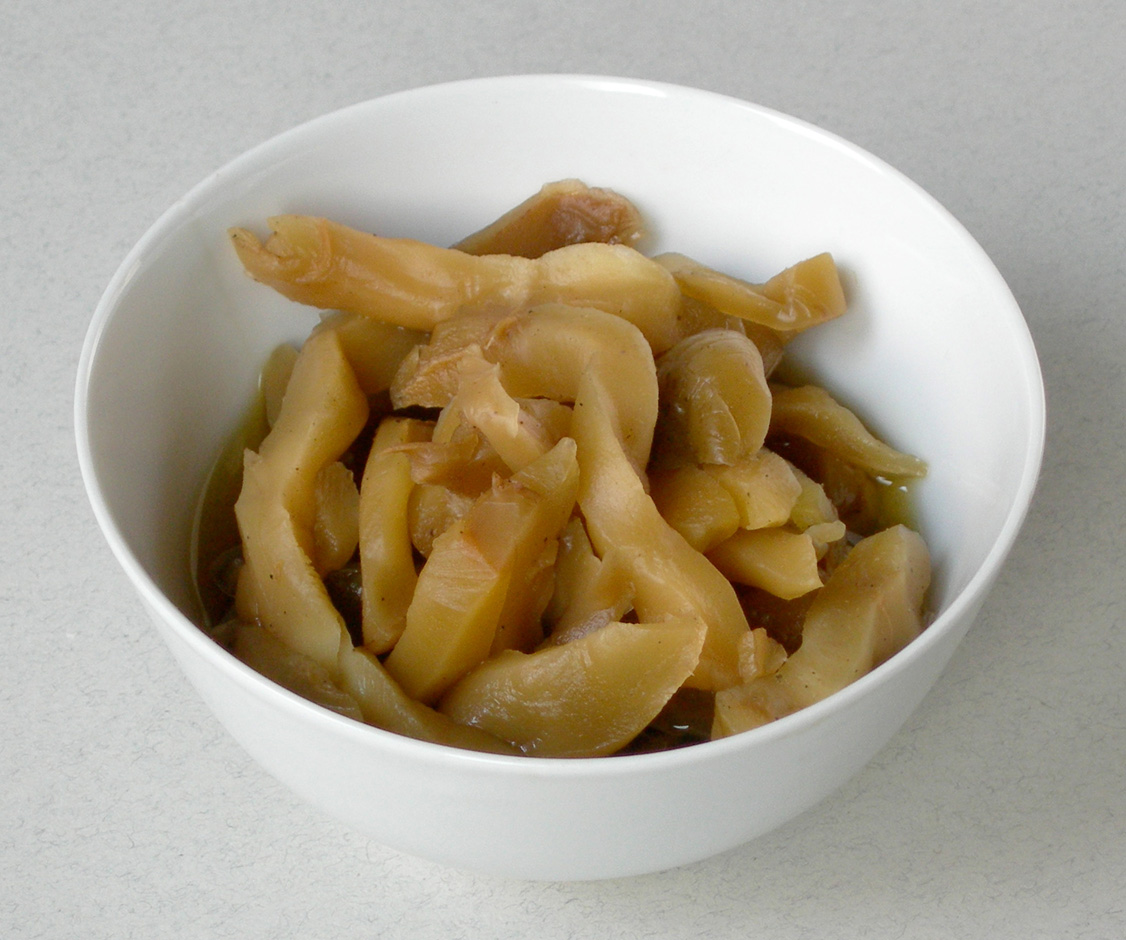
Un tazón con zha cai cortado.

El zha cai (en chino tradicional, 榨菜; literalmente, ‘vegetales a presión’) es un encurtido de la raíz de la mostaza. Se trata de un preparado muy típico de la provincia de Sichuan. Otras transliteraciones pueden ser cha tsai, tsa tsai (chino mandarín) o jar choy, jar choi, ja choi, ja choy o cha tsoi (cantonés).

## Características
El encurtido se elabora con las raíces de la Brassica juncea, subespecie tatsai. La raíz se saltea y luego se somete a presión y se va secando, se frota con chile picante para que fermente en una jarra de barro. Este  proceso hace que la raíz se preserve y que se pueda emplear en la cocina, de una forma muy similar al kimchi de la cocina coreana.
El sabor es una combinación de especiado, ácido, y salado, mientras que el aroma es similar al sauerkraut con salsa picante. Su textura única -- crujiente aunque algo tierno -- puede ser comparado vagamente a los pepinillos occidentales. El Zha cai se suele lavar antes de ser empleado en la cocina, para eliminar los excesos de pasta de chili y de sal. Dependiendo de la región y de la marca, el sabor puede oscilar entre dulce, especiado, salado, o incluso ácido.

## Usos
Se suele usar en las cocinas del sur de China particularmente en una sopa elaborada con cerdo y mifen, es de la misma forma condimento de arroz congee. Se suele picar en trozos o en tiras y ser empleado en pequeñas cantidades debido a su sabor extremadamente salado, sin embargo esta salinidad puede ser atemperada con un ligero remojo previo a su uso. Un famoso plato chino con zha cai es "fideos con Zha Cai y tiras de cerdo" (榨菜肉絲麵; zhà cài ròusī miàn). Zha cai es un ingrediente del ci fan tuan, un plato muy popular en la Gastronomía de Shanghái. En Japón es muy común en los restaurantes chinos (aunque menos especiado, adaptado a los gustos de los japoneses) y se translitera en japonés como zāsai (katakana: ザーサイ; kanji: 搾菜).